# Dương Thái Ni
Dương Thái Ni (sinh ngày 23 tháng 5 năm 1974), đôi khi được đánh vần là Charlie Young, là một nữ diễn viên, ca sĩ và đạo diễn điện ảnh người Hồng Kông. Cô lần đầu tiên được chú ý sau khi xuất hiện trong một đoạn phim quảng cáo đồ trang sức cùng Quách Phú Thành. Kể từ đó, cô đã tham gia vào những video âm nhạc của các nghệ sĩ như Lý Khắc Cần, Kaneshiro Takeshi và Trương Học Hữu. Ngoài ra, cô cũng đóng một số bộ phim của hai đạo diễn tên tuổi là Từ Khắc (The Lovers, Love in the Time of Twilight, Seven Swords) và Vương Gia Vệ (Đông Tà Tây Độc, Đọa lạc thiên sứ).
Cô quyết định giải nghệ khi đang ở đỉnh cao của sự nghiệp vào năm 1997, nhưng sau đó đã trở lại vào năm 2004 với vai diễn trong bộ phim tân câu chuyện cảnh sát.

## Đời tư
Chồng của cô là một luật sư người Singapore Khoo Shao Tze. Hai người quen biết nhau lần đầu vào năm 1993 nhưng sau đó đã chia tay vào năm 2004 trong một khoảng thời gian. Họ quyết định quay lại với nhau vào năm 2011. Thái Ni và Khoo đã kết hôn vào ngày 2 tháng 11 năm 2013. Vào đầu tháng 1 năm 2017, cô và Khoo đã thông báo rằng họ sắp có con. Vào ngày 27 tháng 4 năm 2017, cô sinh đôi hai bé trai đặt tên là Ignatius và Aloysius.

## Phim đã đóng
- Hello Tapir (2019)
- Little Q (2019)
- Cold War 2 (2016)
- Kung Fu Jungle (2014)
- Christmas Rose (2013 - đạo diễn)
- Catching Monkey (2012)
- Cold War (2012)
- Floating City (2012)
- Sleepwalker (2011)
- Wind Blast (2010)
- 37 (2010)
- Bangkok nguy hiểm (2008)
- After This Our Exile (父子) (2006)
- All About Love (再説 一次 我 愛 你) (2005)
- Seven Swords (七劍) (2005)
- Tân câu chuyện cảnh sát (新 警察 故事) (2004)
- Tarzan (1999) [thoại, lồng tiếng Quảng Đông]
- Task Force (熱血 最強) (1997)
- The Intimates (自梳 女) (1997)
- Downtown Torpedoes (神偷 諜 影) (1997)
- A Chinese Ghost Story: The Tsui Hark Animation (小倩) (1997) [lồng tiếng]
- The Wedding Days (完全 結婚 手冊) (1997)
- Dr. Wai in "The Scripture with No Words (冒險 王) (1996)
- Young Policemen in Love (逃學 戰警) (1995)
- Đọa lạc thiên sứ (墮落 天使) (1995)
- High Risk(鼠 膽 龍威) (1995)
- Love in the Time of Twilight (花 月 佳期) (1995)
- How Deep Is Your Love (獨臂 刀 之 情) (1994)
- Đông Tà Tây Độc (東邪西毒) (1994)
- The Lovers (梁祝) (1994)
- What Price Survival (1994)
- Future Cops (超級 學校 霸王) (1993)